# Lilli Jahn
Lilli Jahn (născută Schlüchterer la 5 martie 1900  în Köln – d. probabil 19 iunie 1944 în Auschwitz) a fost medic evreu german, victimă a nazismului. Scrisorile ei constituie o mărturie literară a celor petrecute în lagărele de concentrare fasciste.